# Lucius Tillius Cimber
Lucius Tillius Cimber, né vers 85 av. J.-C. et mort à la bataille de Philippes en 42 av. J.-C., est un homme politique romain du Ier siècle av. J.-C., sénateur, préteur et gouverneur de province. Il a été l'un des assassins de Jules César, en donnant le signal du meurtre au sein même du Sénat romain.

## Biographie

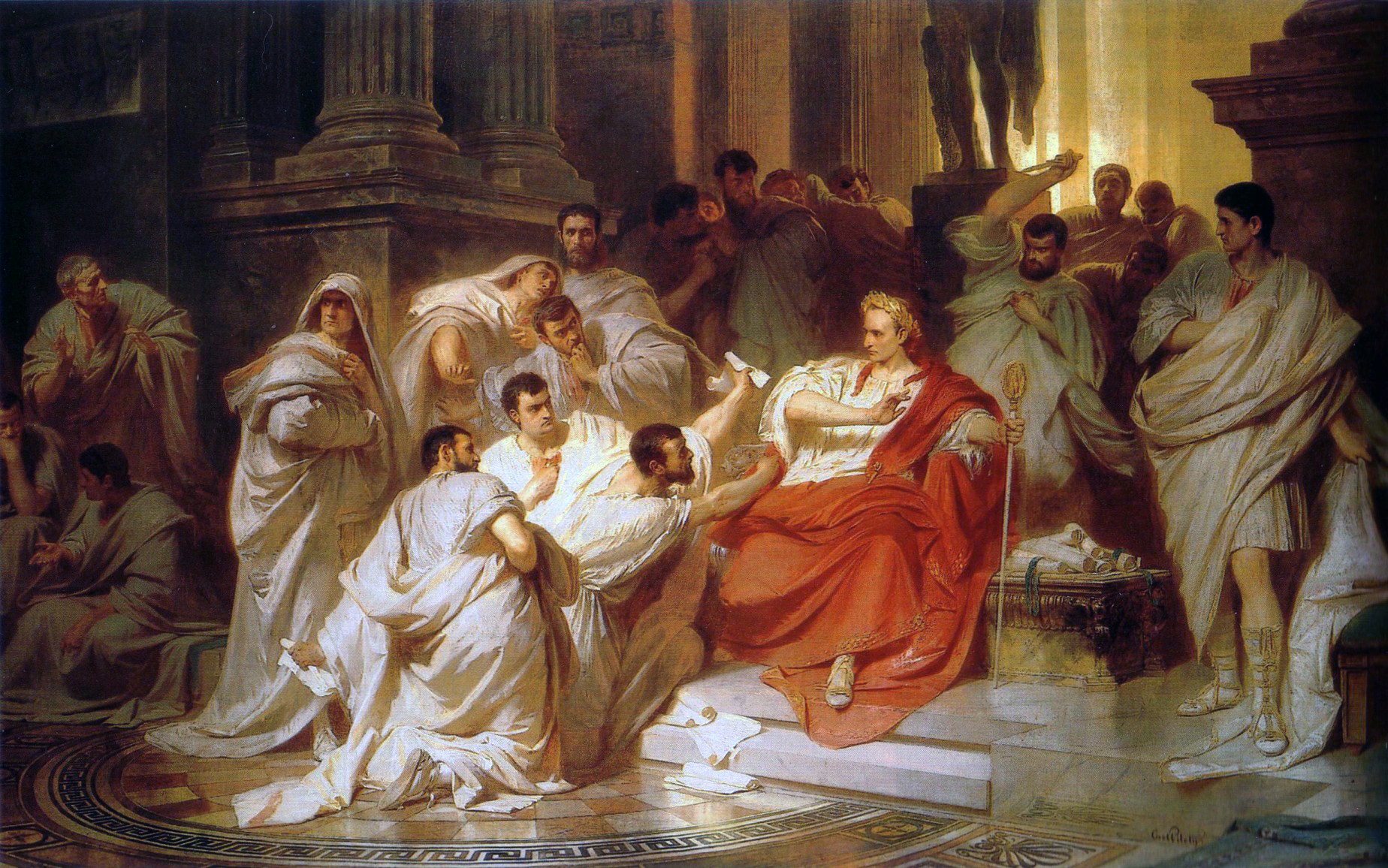
La Mort de César par le peintre bavarois Karl von Piloty, Hanovre, Niedersächsisches Landesmuseum (1865). Cimber est celui qui tend la pétition à César.

Engagé dans la conjuration qui prépare l'assassinat de César, il est, aux ides de mars 44, celui qui doit donner le signal aux autres conjurés. Il présente à César une pétition en faveur du rappel de son frère Publius, qui avait pris le parti de Pompée et avait été contraint à l'exil ; César lui fait signe d'attendre un autre moment. Alors Cimber le saisit par la toge ; César s'offusque et s'écrie : ista quidem uis est ! (« Mais c'est de la violence »). C'est à ce moment qu'il reçoit un premier coup de poignard de la part de l'un des Casca, qui se tenait derrière lui.
Il participe à la bataille de Philippes en 42 av. J.-C. aux côtés de Brutus et Cassius et il y a probablement trouvé la mort car on n'a plus de trace de lui après cette date.

## Sources antiques
- Appien, Guerres civiles, II, 16, 113.
- Cicéron, Philippiques, II, 11.
- Sénèque, Epistulae, 83, 11.
- Suétone, Vie de César, 82.